# V853 Возничего
V853 Возничего (лат. V853 Aurigae) — двойная затменная переменная звезда типа W Большой Медведицы (EW) в созвездии Возничего на расстоянии приблизительно 660 световых лет (около 203 парсеков) от Солнца. Видимая звёздная величина звезды — от +13,06m до +12,59m. Орбитальный период — около 0,2185 суток (5,2439 часов).

## Характеристики
Первый компонент — оранжевый карлик спектрального класса K4 или K2-K3V. Масса — около 0,72 солнечной, радиус — около 0,77 солнечного, светимость — около 0,294 солнечной. Эффективная температура — около 4833 К.
Второй компонент — оранжевый карлик спектрального класса K1-K6. Масса — около 0,26 солнечной, радиус — около 0,46 солнечного, светимость — около 0,1 солнечной. Эффективная температура — около 4563 К.